# Bernd Seidel (Politiker)
Bernd Seidel (* 23. März 1949 in Burgstädt) ist ein ehemaliger deutscher Politiker (SED). Er war von 1986 bis 1989 Oberbürgermeister der Stadt Leipzig.

## Leben
Der Sohn einer Arbeiterfamilie erlernte nach dem Besuch der Grund- und Oberschule im VEB Germania Karl-Marx-Stadt den Beruf eines Drehers. Er wurde 1963 Mitglied der FDJ und nahm 1967 ein Studium der Physik an der Karl-Marx-Universität Leipzig auf, das er 1971 als Diplomphysiker abschloss. 1974 wurde Seidel zum Dr. rer. nat. promoviert. Von 1974 bis 1975 arbeitete er als wissenschaftlicher Assistent an der Karl-Marx-Universität Leipzig und wurde 1976 Mitglied der SED. Von 1976 bis 1977 arbeitete er als wissenschaftlicher Mitarbeiter und von 1977 bis 1978 als Hauptabteilungsleiter im VEB Maschinenbauhandel Leipzig.
Ab 1979 war er kommunalpolitisch tätig. Er wurde zunächst zum Ersten Stellvertreter des Vorsitzenden des Rates des Stadtbezirkes Leipzig-Mitte und im gleichen Jahr zum Stadtbezirksbürgermeister von Leipzig-Mitte gewählt. Von 1981 bis 1982 studierte Seidel in Moskau an der Akademie für Gesellschaftswissenschaften beim ZK der KPdSU. Ab 16. Februar 1984 wurde er von der Stadtverordnetenversammlung Leipzig zum Ersten Stellvertreter des Oberbürgermeisters Karl-Heinz Müller gewählt.
Am 20. Januar 1986 wurde Seidel Nachfolger des pensionierten Müller im Amt des Leipziger Oberbürgermeisters. Am 18. Januar 1986 wurde er zum Mitglied des Sekretariats der SED-Stadtleitung Leipzig und am 16. Februar 1986 zum Mitglied der SED-Bezirksleitung Leipzig gewählt.
Während seiner Amtszeit wurden Städtepartnerschaften mit Hannover (1987) und Nanking (1988) geschlossen. Seidel erklärte in den Tagen des Zusammenbruchs der DDR am 3. November 1989 wegen des Vertrauensverlustes bei den Bürgern seinen Rücktritt. Im Januar 1990 wurde er wegen des Verdachts der Wahlfälschung bei der Kommunalwahl im Mai 1989 in Haft genommen und im Juni 1990 mit Horst Schumann und Joachim Prag vor Gericht gestellt. Am 27. September 1990 verurteilte der 2. Senat des Bezirksgerichtes Leipzig in zweiter Instanz die Verantwortlichen der Stadt für den Wahlbetrug am 7. Mai 1989 zu Bewährungsstrafen und hob damit die Freiheitsstrafen des Kreisgerichts Leipzig gegen Joachim Prag und Bernd Seidel auf. Der Senat machte von der Möglichkeit einer außergewöhnlichen Strafmilderung Gebrauch, weil auf den Angeklagten bei ihrer Tat enormer psychischer Druck gelastet habe.
Nach der deutschen Wiedervereinigung war Seidel als Geschäftsführer eines Leipziger Bauunternehmens tätig.